# Мережко Володимир Миколайович

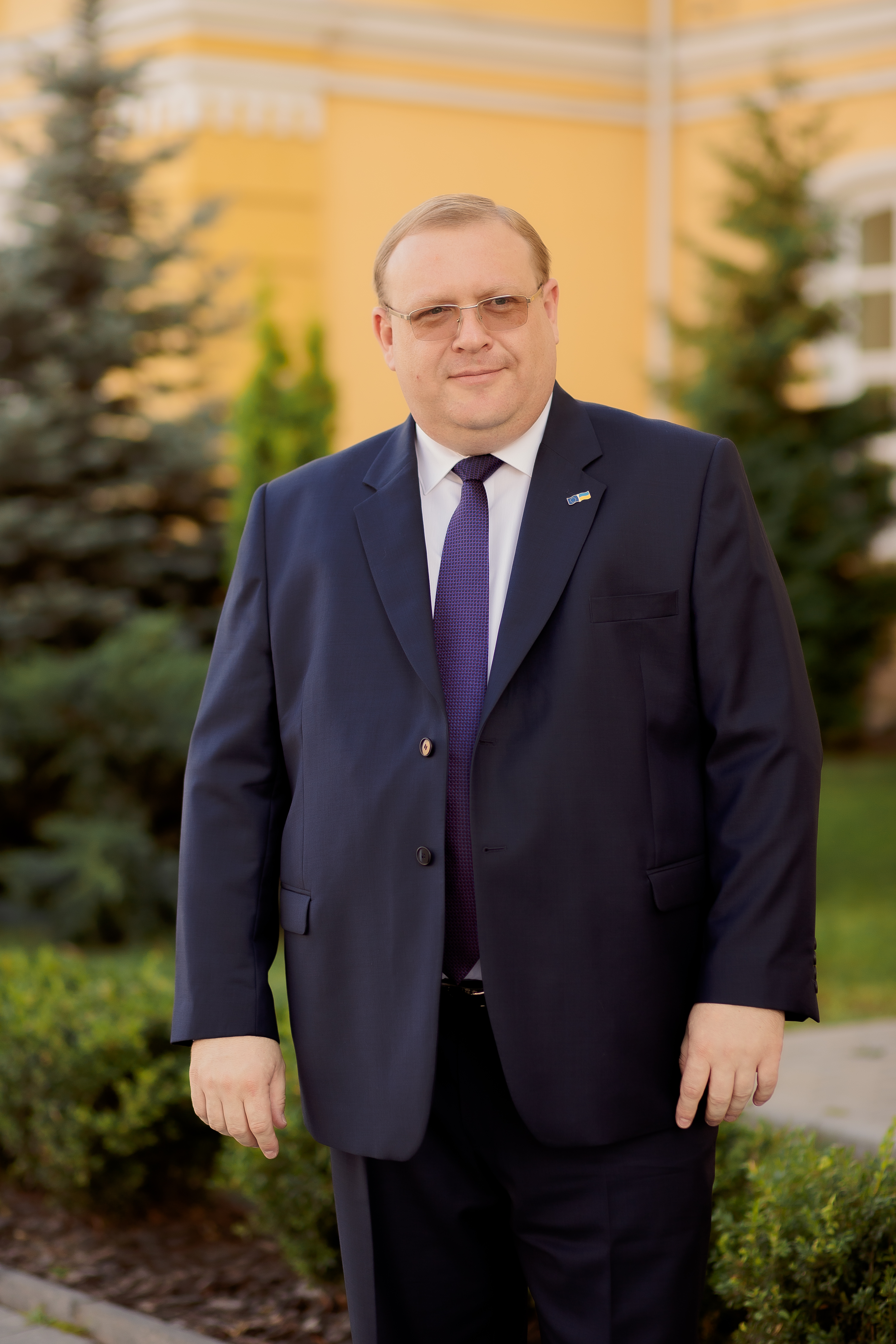
Мережко Володимир Миколайович

Мережко Володимир Миколайович народився 19 квітня 1980 року у місті Вінниця — український економіст і державний службовець, заслужений економіст України, кандидат економічних наук.

## Освіта
Вища, у 2003 році закінчив Київський національний торговельно-економічний університет.
2018 — The Hague Academy for Local Governance
У 2021 році закінчив аспірантуру Хмельницького національного університету.
Володіє англійською та польською мовами.

## Трудовий шлях
Трудовий шлях розпочав у 2002 році з посади спеціаліста управління зовнішніх відносин та зовнішньоекономічної діяльності Вінницької обласної державної адміністрації.
Із 2006 по 2012 роки працював заступником начальника управління міжнародного співробітництва та євроінтеграції Вінницької обласної державної адміністрації.
Із 2012 по 2015 роки працював заступником керуючого справами-начальником відділу зовнішніх зв'язків та промоції виконавчого апарату Вінницької обласної Ради, директором міжнародної громадської організації Регіональний центр транскордонного співробітництва Єврорегіон «Дністер», координував діяльність представництва Вінницької області при Європейському Союзі, м. Брюссель.
Із 2015 по 2022 роки очолював Департамент міжнародного співробітництва та регіонального розвитку Вінницької обласної державної адміністрації.
Із 2022 по вересень 2023 року — заступник директора з міжнародної діяльності та стратегічного розвитку Вінницького торговельно-економічного інституту ДТЕУ. 
Займається науковою та викладацькою діяльністю, автор майже 40 публікацій в наукових збірниках.
Наразі директор громадської організації «Вінницький Бізнес Клуб», яка на сьогодні об'єднує понад 35 потужних бюджетоутворювальних підприємств Вінницької області. Основна мета організації — створення сприятливого бізнес-клімату, нарощення економічного потенціалу, залучення інвестицій в економіку регіону, консолідація бізнес-спільноти та розвиток експортно-імпортного потенціалу Вінниччини.
Сфера наукових інтересів: зовнішньоекономічна діяльність, регіональний розвиток, соціально-економічний розвиток територіальних громад, розвиток промислового сектору, інвестиційна діяльність, транскордонне та міжнародне співробітництво.
Член ради підприємців при Вінницькому міському голові.
Член Регіональної ради підприємців при Вінницькій ОВА.

## Відзнаки
Почесне звання «Заслужений економіст України» (2021) відповідно до Указу Президента України «Про відзначення державними нагородами України з нагоди Дня Незалежності України» № 406/2021.
Почесна грамота Кабінету Міністрів України за вагомий особистий внесок у забезпечення соціально-економічного розвитку Вінницької області, багаторічну сумлінну працю та високий професіоналізм № 17375, 2009 р.
За сумлінну працю, відповідальне ставлення до виконання службових обов'язків нагороджений Почесними грамотами Вінницької обласної державної адміністрації та обласної Ради.
За вагомий особистий внесок у розвиток українсько-польського партнерства, багаторічну сумлінну працю та високий професіоналізм, нагороджений відзнакою Свєнтокшиського воєводства Республіки Польща у галузі міжнародного співробітництва. (2021 р.)
За вагомий особистий внесок у розвиток українсько-румунського партнерства, багаторічну сумлінну працю та високий професіоналізм, нагороджений відзнакою Яської повітової ради Румунії в галузі міжнародного співробітництва. (2021 р.)